# هروکو
هروکو (به انگلیسی: Heroku) یک بستر به عنوان سرویس ابری است که از زبان‌های برنامه‌نویسی مختلف پشتیبانی می‌کند. هروکو در سال ۲۰۱۰ توسط شرکت سیلزفورس خریداری شد. هروکو یکی از اولین بسترهای ابری است که از جون (June) ۲۰۰۷ در حال توسعه است. این سرویس در ابتدا فقط از زبان برنامه‌نویسی روبی پشتیبانی می‌کرد ولی بعداً پشتیبانی از جاوا، نود. جی‌اس، اسکالا، کلوژر، پایتون، پی‌اچ‌پی و گو را به سرویس خود اضافه کرد.